# Вилков, Иван Семёнович
Иван Семёнович Вилков (24 сентября 1912 — 13 июля 1985) — передовик советской целлюлозно-бумажной и деревообрабатывающей промышленности, начальник комбината «Ленлес» Министерства лесной и деревообрабатывающей промышленности СССР, Ленинградская область, Герой Социалистического Труда (1971).

## Биография
Родился 24 сентября 1912 года в селе Губцево, ныне Гусь-Хрустального района Владимирской области в русской семье. В возрасте 13 лет начал свою трудовую деятельность, стал рабочим стеклозавода. С 1938 года член ВКП(б)/КПСС.
В 1941 году завершил обучение в Лесотехнической академии имени С. М. Кирова в городе Ленинграде. Стал трудиться на инженерных и руководящих должностях в системе лесной и деревообрабатывающей промышленности. Работал техноруком леспромхоза, начальником Ленинградского лесного порта, управляющим трестом, начальником комбината «Ленлес».
Проявил себя как грамотный и требовательный руководитель. Огромное количество времени отдал решению вопросов полного использования в народном хозяйстве всей заготавливаемой древесины. За успехи, достигнутые в выполнении заданий семилетнего плана (1959—1965) был представлен к награде орденом Ленина.
За выдающиеся успехи в выполнении заданий пятилетнего плана по развитию лесной и деревообрабатывающей промышленности, Указом Президиума Верховного Совета СССР от 7 мая 1971 года Ивану Семёновичу Вилкову было присвоено звание Героя Социалистического Труда с вручением ордена Ленина и золотой медали «Серп и Молот».
Избирался членом Ленинградского обкома КПСС, был депутатом Ленинградского областного и районного[какого?] Советов депутатов. В конце 1970-х годов вышел на заслуженный отдых, став персональным пенсионером союзного значения.
Проживал в городе Ленинграде. Умер 13 июля 1985 года.

## Награды
За трудовые успехи удостоен:
- золотая звезда «Серп и Молот» (07.05.1971),
- два ордена Ленина (17.09.1966, 07.05.1971),
- Орден «Знак Почёта» (21.06.1957),
- другие медали.